# Annales laureshamenses
Los Annales laureshamenses o Anales de Lorsch son un conjunto de Reichsannalen (anales del reino de los francos en la época merovingia) que abarcan los años 703 a 803, con un breve prólogo. Los anales comienzan donde termina la "Chronica minora" del historiador anglosajón Beda —en el quinto año del emperador Tiberio III—, por lo que quizá se escribieron como continuación de la obra de Beda. Los anales hasta el año 785 se escribieron en la abadía de Lorsch (de ahí su nombre), pero recogen información de fuentes anteriores.  Los que tratan de los años posteriores a 785 constituyen una fuente independiente y ofrecen una información muy importante acerca de la coronación imperial de Carlomagno en 800.
- Datos: Q322098